# 渡部友里奈
渡部 友里奈（わたべ ゆりな、1996年12月30日 - ）は、日本の女子バスケットボール選手である。ポジションはガードフォワード。千葉県出身。

## 来歴
昭和学院高校から専修大学に進学し、2019年のユニバーシアード日本代表にも選出。
2019年1月、デンソーにアーリーエントリー。
2023年より3×3のTOKYO DIMEにも所属。
2024年、デンソーを退団。

## 経歴
- 昭和学院高 - 専修大 - デンソー

## 日本代表歴
- 2019 ユニバーシアード